# Mario Kevo
Mario Kevo (Varaždin, 11. svibnja 1977.) hrvatski je povjesničar i sveučilišni profesor. Njegov rad usmjeren je na razdoblje druge polovice 20. stoljeća, bavi se djelovanjem Crvenog križa na prostoru Hrvatske u doba Nezavisne Države Hrvatske i Socijalističke Federativne Republike Jugoslavije te temama iz Domovinskog rata.

## Životopis
Mario Kevo rođen je 1977. godine u Varaždinu. Osnovnu školu je završio u Novom Marofu, a gimnaziju je završio u Varaždinu. Godine 1995. upisao je studij povijesti na Filozofskom fakultet Sveučilišta u Zagrebu gdje je i diplomirao 2000. Doktorirao je 2010. na temu “Djelatnost Međunarodnog odbora Crvenog križa u Nezavisnoj Državi Hrvatskoj 1941-1945.”. U međuvremenu postao je član Hrvatskog instituta za povijest gdje je radio do 2012. kada prelazi na Hrvatsko katoličko sveučilište.
Na Hrvatskom katoličkom sveučilištu predaje kolegije vezane uz međuratno razdoblje. Od 2018. obnaša dužnost pročelnika Sveučilišnog odjela za povijest.

## Djela
Nepotpun popis:
- 75 godina Bolnice na ladanju: (1926.-2001.), Specijalna bolnica za kronične bolesti, Novi Marof, 2001.
- Stradalnici Brodsko-posavske županije u Domovinskom ratu, Hrvatski institut za povijest - Podružnica za povijest Slavonije, Srijema i Baranje, Slavonski Brod, 2006.
- Veze Međunarodnog odbora Crvenog križa i Nezavisne Države Hrvatske, (suautor Nikica Barić) Hrvatski državni arhiv, Hrvatski institut za povijest - Podružnica za povijest Slavonije, Srijema i Baranje; Javna ustanova Spomen-područje Jasenovac, Jasenovac, Slavonski Brod i Zagreb, 2009.

## Vanjske poveznice
- Dr. sc. Mario Kevo: Diana Budisavljević u škole – Struka na margine, narod.hr, Autor: Mario Kevo, 26. srpnja 2020.